# کلاید ال. هرینگ
کلاید ال. هرینگ (به انگلیسی: Clyde LaVerne Herring) سناتور سابق عضو حزب دموکرات ایالات متحده آمریکا بود. وی در سال ۱۹۳۷ تا ۱۹۴۳ میلادی سناتور ایالت آیووا در سنای ایالات متحده آمریکا بود.